# Santa Maria de Querol (Montmajor)
Santa Maria del Querol és una església romànica de culte catòlic que hi ha a l'entorn de la masia del Querol, a Montmajor, el Berguedà. És una església sufragània de Sant Sadurní de Montmajor. El seu estat de conservació és dolent i no està protegida. És un temple considerat element patrimonial i té el número de patrimoni IPAC 3497. És considerat patrimoni immoble de tipus jaciment arqueològic.

## Ubicació
L'església de Santa Maria de Querol està situada a 3 km al sud de Montmajor, al costat de la masia del Querol i molt a prop del castell de Querol, en una fondalada de la vall de la rasa de Querol en una petita elevació al mig de camps de cultiu.

## Estil i característiques
Santa Maria del Querol és una església romànica que en l'actualitat està enrunada i en perill que desaparegui. Tenia una sola nau i un absis semicircular a la banda oriental. Aquest era molt més baix i estret que la nau. En l'actualitat hi falten gairebé tots els carreus tallats exteriors. A finals de la dècada de 1970 encara es conservava una finestra de doble esqueixada que estava coberta amb un arc de mig punt adovellat. El mur de la banda nord està ben conservat i el del migdia està molt enrunat. Es creu que la porta estava al costat de migjorn, encara que no se'n conserven vestigis. Dins el temple es veu l'arrancada de l'arc triomfal que accedia a l'absis. Hi ha dos arcs a les dues bandes del mur, un dels quals, el del nord, és de mig punt i el de migdia és apuntat. En aquests dos arcs hi havia dos nínxols que s'utilitzaven per a posar-hi sants. El temple és fet amb pedres grosses, ben treballades i polides, col·locades en files regulars.

## Història
Santa Maria del Querol era l'església del castell de Querol, que pertanyia al comtat de Berga. L'any 1309 el castell passà a mans reials quan Sibil·la de Berga la va donar juntament amb altres castells del Berguedà al rei Jaume II. La documentació del monestir de Santa Maria de Serrateix menciona moltes vegades el lloc de Querol com un dels seus límits (Cherol, Kastro Kerol) durant el segle xi.
El 1437 Santa Maria del Querol era una parròquia. El castell i església de Querol van ser propietat de la comunitat de preveres de la parròquia de Sant Miquel de Cardona fins a finals del segle xvii. El 1593 ja era sufragània de Sant Sadurní de Montmajor i va mantenir el seu culte fins a principis del segle XX quan el culte es va concentrar a la nova església de Montmajor.